# ریچارد نولز
ریچارد نولرز (زاده: ۱۵۴۵ - درگذشت:۱۶۱۰)تاریخدان انگلیسی است و نویسنده کتاب «تاریخ عمومی ترک‌ها» است. کتاب وی اولین و جامع‌ترین کتاب تاریخ پیرامون امپراطوری عثمانی است که در ۱۶۰۳ انتشار یافت.